# دمت أوزدمير
ديميت أوزدمير (بالتركية: Demet Özdemir) ممثلة تلفزيونية وسينمائية تركية، بدأت حياتها المهنية من خلال المشاركة في فريق رقص المغنية «بانجو» بعدها شاركت في كليب غنائي مع المطرب مصطفى صندل. وكان مسلسل سأعطيك سرًا عام 2013 أول أعمالها.

## مسيرتها الفنية
ولدت في السادس والعشرين من فبراير عام 1992، في بلدة بمحافظة جوجة إيلي. وهي الابنة الصغرى لعائلة لديها ثلاث فتيات. انفصل والديها فانتقلت مع والدتها وشقيقتها الكبرى للعيش في إسطنبول. التحقت أوزدمير لمدة عامين بفرقة الرقص الخاصة بالمطربة التركية الشهيرة بينجو، ثم بفرق خاصة بالراقصات المشجعات. ظهرت أوزدمير على الشاشات لأول مرة كعارضة في أحد كليبات المطرب مصطفى صندل الغنائية. وكممثلة بدأت أوزدمير تشق طريقها عام 2013، حيث ظهرت لأول مرة بدور «إيلين» في الدراما التركية الشهيرة «سأعطيك سرًا» والذي قام ببطولته كلا من النجمة إسراء رونابار، والنجم مراد خان، والنجم إكين كوش. عرفت أوزدمير بشكل أكبر في تركيا والعالم العربي عندما جسدت شخصية «عالية» في الدراما التركية الشهيرة «ليث ونورا» والتي قام ببطولتها كيفانش تاتليتوغ وفرح زينب عبد الله. وفي السينما أطلت دمت عام 2015 بفيلمها الأول «أفي بوعدك». تعد النقلة الحقيقية في حياة دمت أوزدمير الفنية هي قيامها بدور البطولة في الدراما التركية «رائحة الفراولة» بجانب يوسف جيم وأكين مرت دايماز.

## أعمالها
- 2013: ساعطيك سرا
- 2014: ليث ونورا
- 2015: اوفي بوعدك
- 2015: رائحة الفراولة
- 2016: الغرفة 309
- 2018-2019: الطائر المبكر
- 2019-2021: قدرك هو منزلك الذي ولدت فيه
- 2022: ما بيني وبين الدنيا
- 2023: اسمي فرح
- 2025: حلم أشرف
- 2026: الطائر المبكر 2

## روابط خارجية
- دمت أوزدمير على موقع IMDb (الإنجليزية)
- دمت أوزدمير على موقع روتن توميتوز (الإنجليزية)
- دمت أوزدمير على موقع قاعدة بيانات الأفلام العربية
- دمت أوزدمير على موقع ألو سيني (الفرنسية)
- دمت أوزدمير على موقع أول موفي (الإنجليزية)
- دمت أوزدمير على موقع قاعدة بيانات الفيلم (الإنجليزية)
- دمت أوزدمير على موقع كينوبويسك (الروسية)